# Curciat-Dongalon
Curciat-Dongalon ist eine französische Gemeinde im Département Ain in der Region Auvergne-Rhône-Alpes.

## Lage
Die Gemeinde Curciat-Dongalon liegt an den Flüssen Sane-Vive und Sane-Morte im Zentrum der Bresse an der Grenze zum Département Saône-et-Loire, 18 Kilometer südlich von Louhans. Sie grenzt im Nordosten an Montpont-en-Bresse, im Osten an Varennes-Saint-Sauveur, im Süden an Saint-Nizier-le-Bouchoux, im Südwesten an Courtes, im Westen an Vernoux und im Nordwesten an Romenay.

## Bevölkerungsentwicklung
| Jahr                       | 1962 | 1968 | 1975 | 1982 | 1990 | 1999 | 2006 | 2012 | 2021 |
| Einwohner                  | 773  | 725  | 575  | 512  | 449  | 404  | 421  | 451  | 451  |
| Quellen: Cassini und INSEE |      |      |      |      |      |      |      |      |      |

## Sehenswürdigkeiten
- Herrenhaus Malmont, Monument historique
- Kirche Saint-Laurent
- Gefallenendenkmal

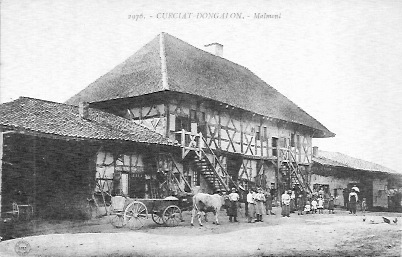
Herrenhaus Malmont
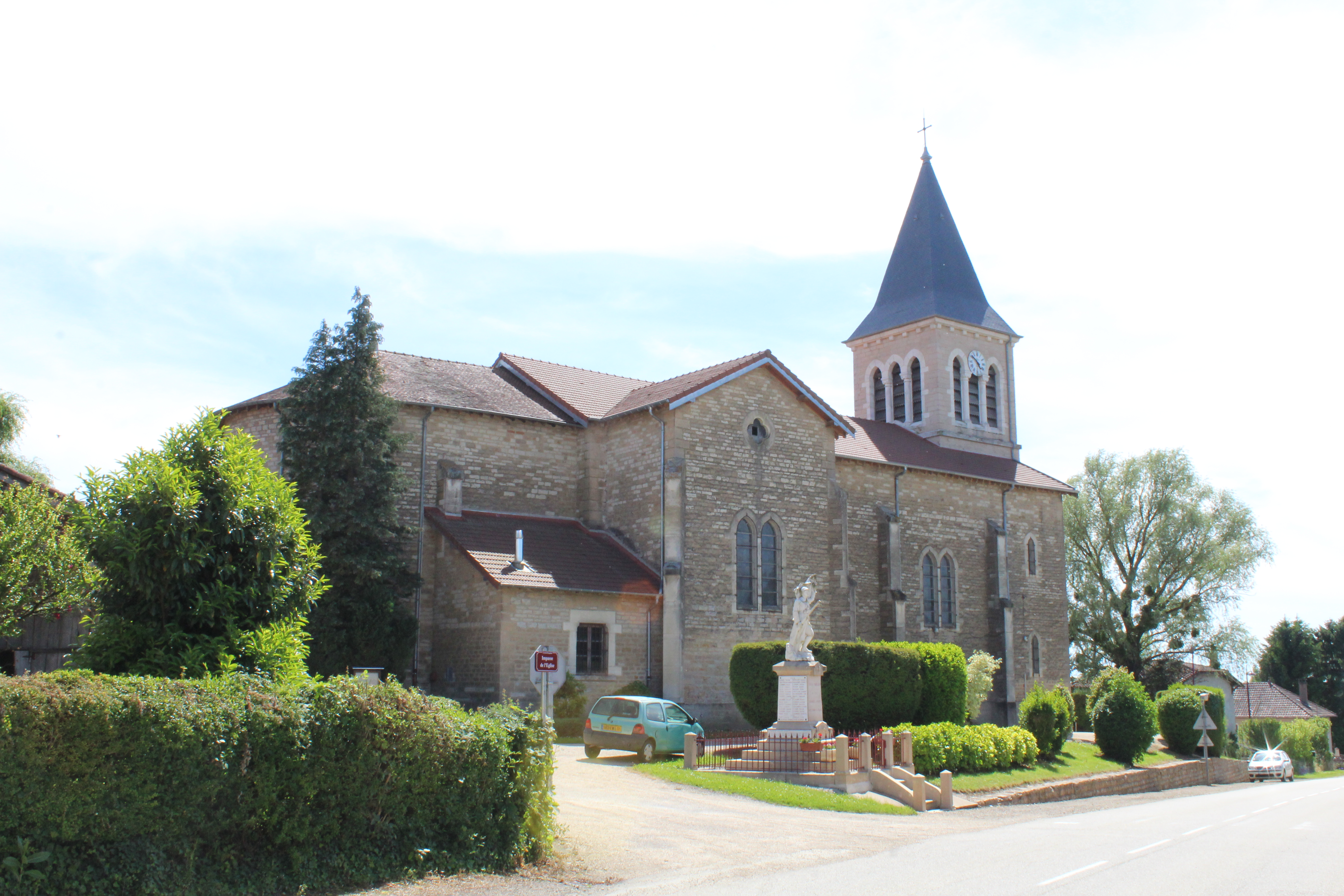
Kirche Saint-Laurent
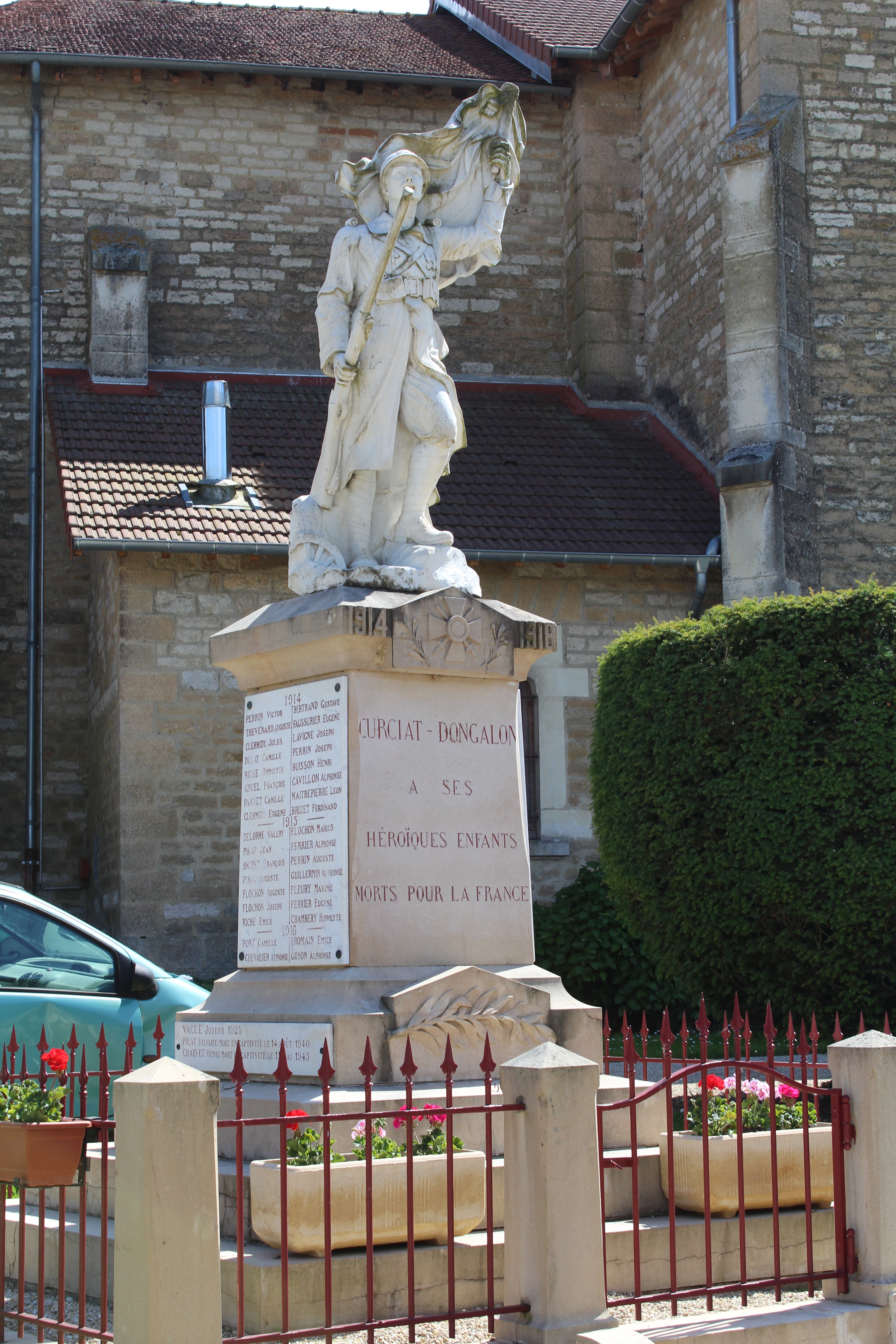
Kriegerdenkmal